# Suché Brezovo
Suché Brezovo é um município da Eslováquia, situado no distrito de Veľký Krtíš, na região de Banská Bystrica. Tem 11,48 km² de área e sua população em 2018 foi estimada em 94 habitantes.

## Demografia
| Ano:        | 1994 | 2004    | 2014    | 2024    |
| ----------- | ---- | ------- | ------- | ------- |
| Broj ljudi: | 138  | 122     | 101     | 77      |
| Razlika:    |      | -11,59% | -17,21% | -23,76% |

| Ano:               | 2023 | 2024   |
| ------------------ | ---- | ------ |
| Número de pessoas: | 78   | 77     |
| Diferença:         |      | -1,28% |